# Munio Velaz
Munio o Momo Velaz (? - ?), comte d'Àlaba del d. 883 al c. 921. Fill de Vela Jiménez, va casar amb la filla de Sanç I de Navarra, Velasquita Sanxes. Se'l coneix per un esment del 919 al Cartulari de Valpuesta.